# Pektolas
Pektolas är en tillsats som används vid behandling av fruktmäsker vid exempelvis vinframställning.
Pektolas är ett enzym och tillhör gruppen pektinas/pektinlyas. Det bryter ned kolhydraten pektin och hindrar därigenom att fruktmäsken koagulerar till en gelé; detta gäller framförallt mäsker av frukt med högt pektininnehåll. Vid behandling av mindre pektinrika fruktmäsker eliminerar pektolaset "pektindimma" samt underlättar klarning av den färdiga produkten.
Pektolas förstörs vid högre temperaturer, rekommendationen är att inte gå över 45 °C.